# Aigrette à face blanche
Egretta novaehollandiae
Espèce
Répartition géographique
- résident permanent
- non nicheur

Statut de conservation UICN

 LC  : Préoccupation mineure
L'Aigrette à face blanche, appelée également Aigrette australienne (Egretta novaehollandiae), est une espèce d'échassiers de la famille des Ardeidae commun dans la majeure partie de l'Australasie comme en Nouvelle-Guinée, dans les îles du détroit de Torres, en Indonésie, en Nouvelle-Zélande, dans les îles subantarctiques et dans toute l'Australie en dehors des régions les plus sèches.
C'est un petit héron, au plumage clair, légèrement gris-bleu, aux pattes jaunes et portant des marques blanches sur la face. On la trouve près des eaux peu profondes, douces ou salées, et bien qu'elle s'éloigne avec de longs et lents battements d'ailes si elle est dérangée, elle n'hésite pas à mener des raids audacieux dans les étangs de pisciculture en bordure de ville.

## Taxonomie
L'espèce a été initialement décrite par l'ornithologue John Latham en 1790. Elle a été considérée à une certaine époque comme étroitement liée au genre Ardea, puis a été placée pendant un certain temps dans son propre genre en raison de l'absence de plumes typiques du genre. Son apparence et son comportement sont plus étroitement liés à ceux du genre Egretta comme confirmé par l'analyse de l'ADN.
On avait décrit des sous espèces E. n. novaehollandiae et E. n. parryi en Australie, E. n. nana en Nouvelle-Calédonie et E. n. austera dans la province indonésienne de Papouasie mais elles ne sont plus reconnues.

## Description
L'Aigrette australienne a un plumage d'un bleu-gris clair. Le front, la couronne, le menton et la partie supérieure de la gorge sont blancs. La tache de la couronne est de forme variable, avec le blanc descendant de temps en temps jusqu'au cou, cette variabilité rendant possible l'identification des individus. L'iris est gris, vert, jaune terne ou cannelle. Les lores sont noirs. Le bec est noir et souvent gris pâle à la base. Au cours de la saison de reproduction des plumes rose-brun ou bronze apparaissent sur la gorge et la poitrine, avec des plumes bleu-gris sur le dos.
L'adulte pèse généralement 550 g et mesure 60 à 70 cm de hauteur.
Les jeunes oiseaux sont gris pâle avec la gorge blanche et ont souvent une couleur rougeâtre sur le dessous. Les poussins sont généralement gris sur le bas.

## Galerie

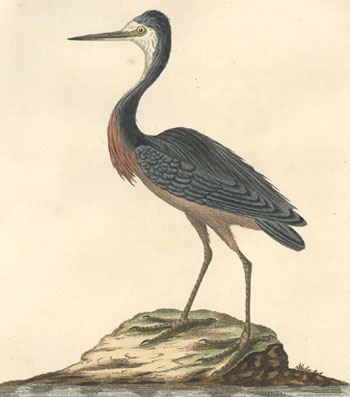
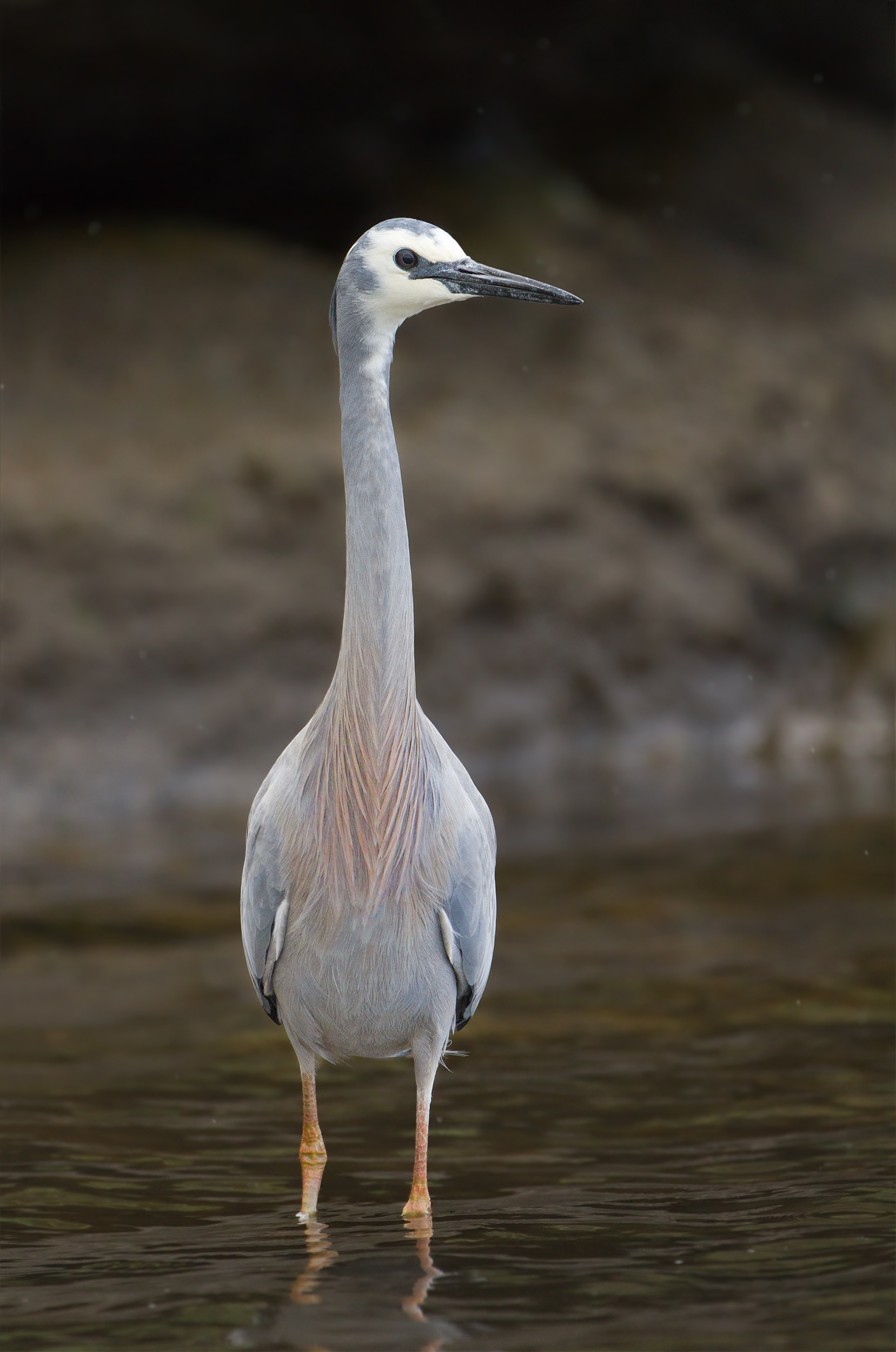
plumage nuptial
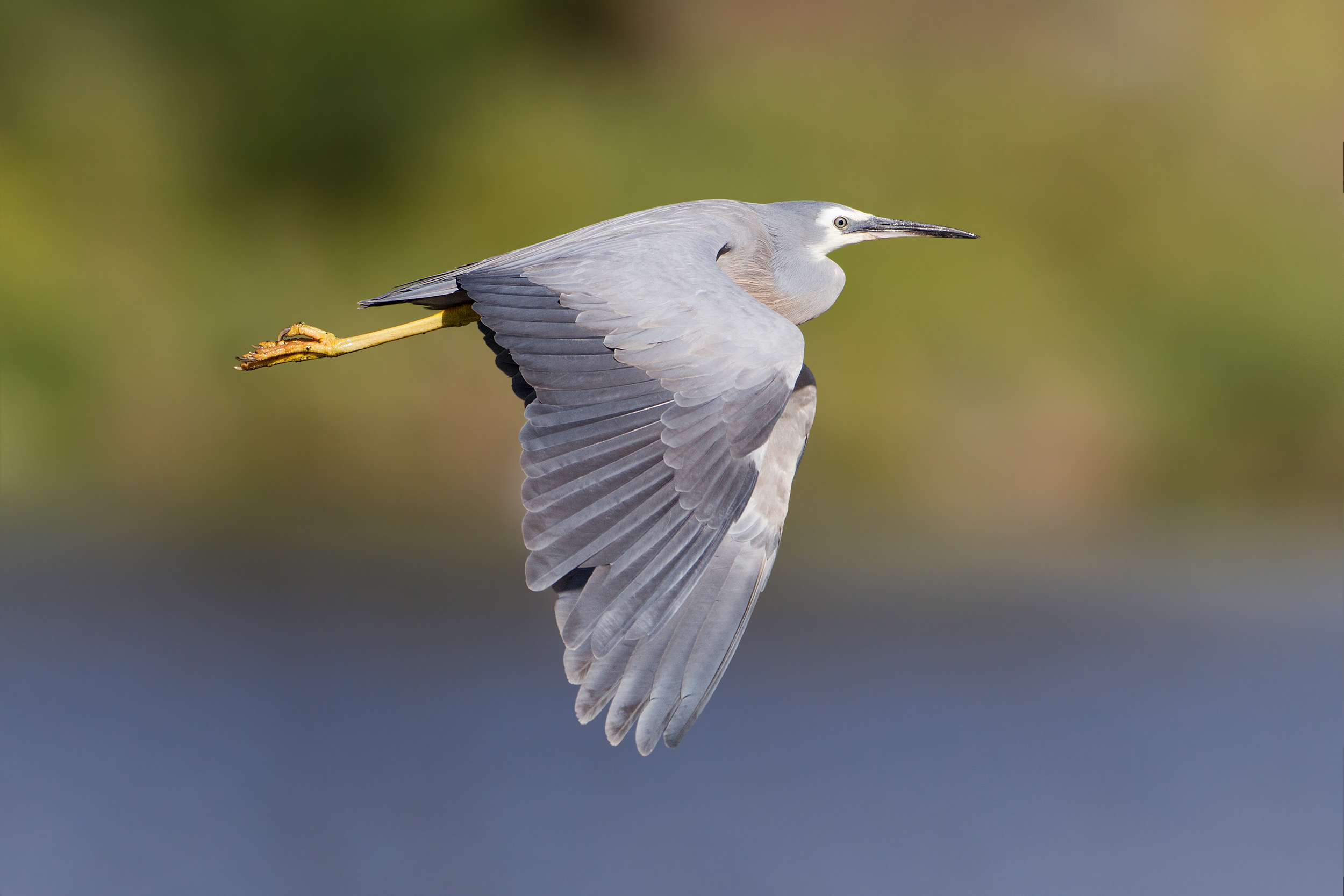
En vol, en Tasmanie